# Hărman, Brașov
Hărman (în dialectul săsesc Huntschprich sau Hooentschprich, în germană Honigberg, în trad. „Muntele mierii“, în maghiară Szászhermány, în latină Mons Mellis) este satul de reședință al comunei cu același nume din județul Brașov, Transilvania, România.
Localitatea Hărman se află în Țara Bârsei, la cca. 10 km spre est de municipiul Brașov. Este cunoscută în special pentru biserica fortificată impresionantă. De asemenea, vara, mai precis în luna iulie, în sat este organizat un festival cu tematică medievală intitulat Teutonic Fest Honigberg, aflat în 2024 la cea de-a doua ediție a acestuia.

## Istoric

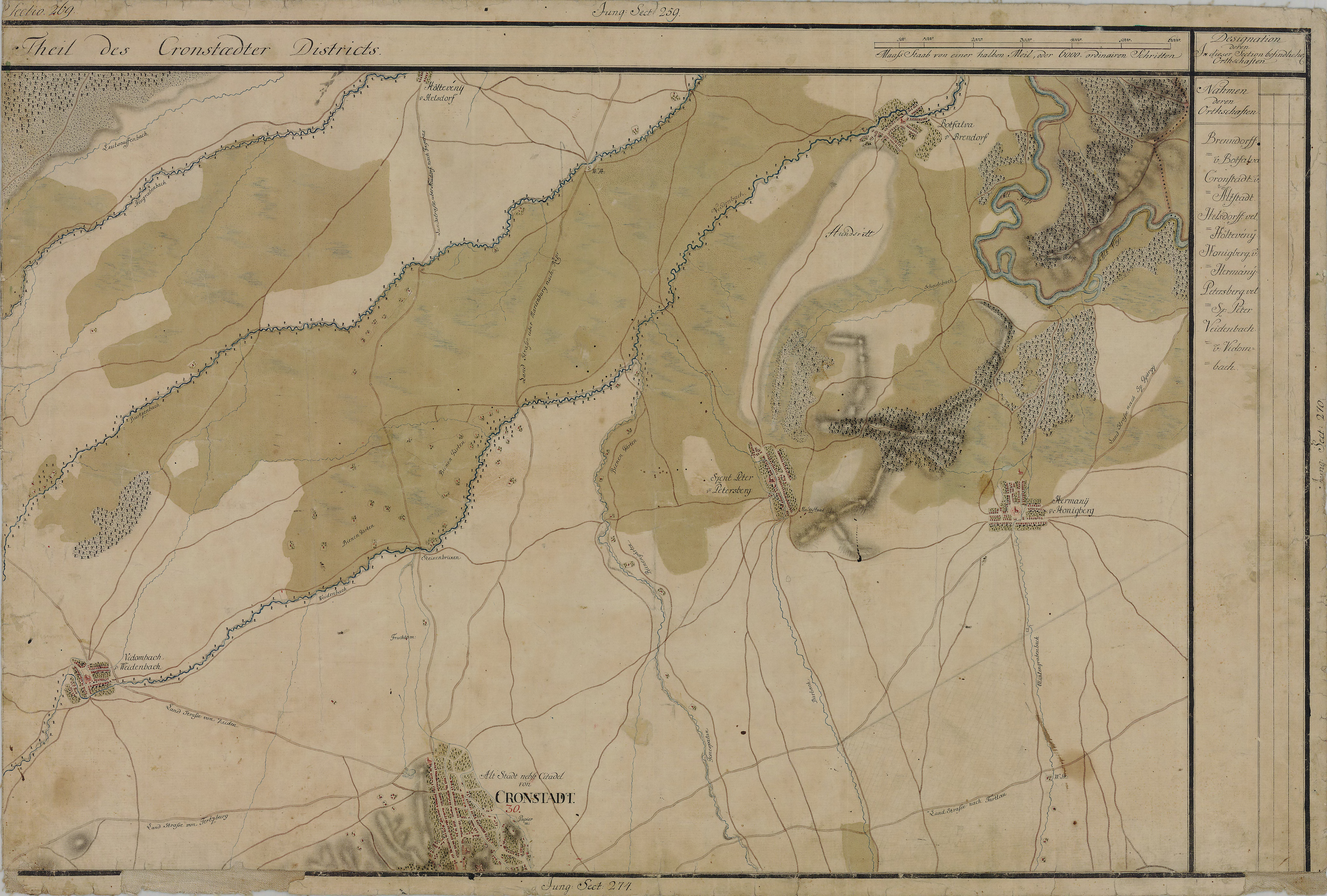
Hărman în Harta Iosefină a Transilvaniei, 1769-1773

Istoria cetății Hărmanului se leagă de prezența Ordinului Cavalerilor Teutoni în Țara Bârsei în primele decenii ale secolului al XIII-lea la Feldioara, Prejmer, Râșnov și Sânpetru. Prima atestare documentară a așezării datează însă de la 21 martie 1240, la 15 ani după alungarea Cavalerilor Teutoni din aceste teritorii. Într-un document redactat atunci, regele Béla al IV-lea spune ...am hotărât să dăruim sfântului și venerabilului convent al mănăstirii Cisterciților, ca ajutor pentru cheltuielile sale, ce se vor face în fiecare an pentru folosul obștesc, al capitulului întregului ordin, unele biserici din Țara Bârsei în părțile Transilvaniei, și anume cetatea Feldioara (Castrum Sanctae Mariae), Sânpetru (Sancti Petri), muntele Hărman (Mons Mellis) și Prejmer (Tartilleri) cu toate veniturile, drepturile și cele ce țin de ele….
Pe lângă fragmentele de pictură din interiorul bisericii sau din ambrazurile ferestrelor, un important ansamblu de pictură se găsește într-o capelă din turnul de est. Pictura de aici, realizată între anii 1460-1470 a fost acoperită cu var după Reformă și curățată în anii 1920. Iconografia acestei picturi se evidențiază printr-o remarcabilă sinteză între pictura apuseană și cea bizantină. Tema dominantă a acestui ansamblu este Judecata de Apoi. Alte scene sunt inspirate din viața Fecioarei Maria, dar apar și figuri de sfinți apostoli, precum și scena Răstignirii lui Isus din Nazaret.

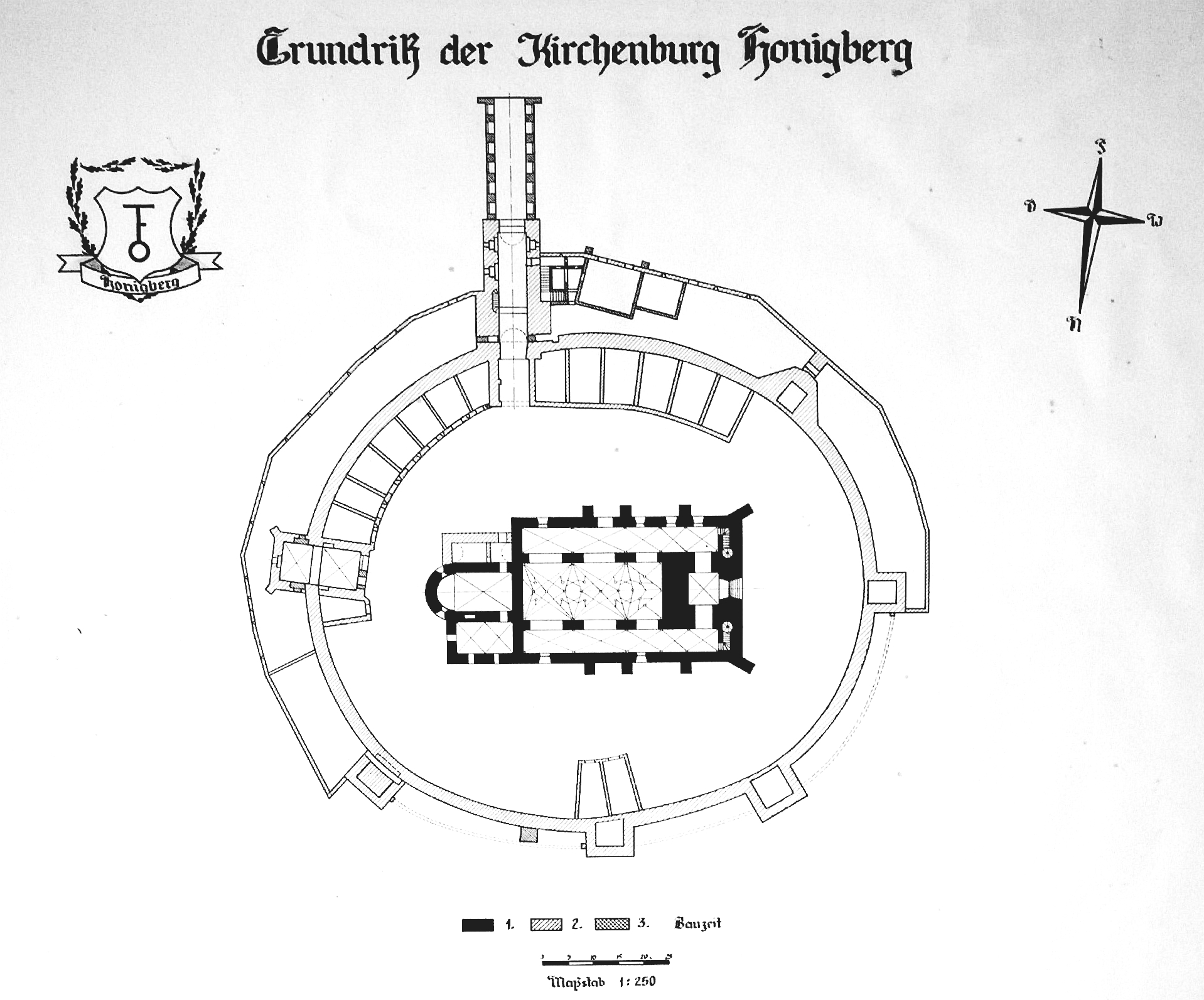
Planul cetăṭii din Hărman

## Biserica

Machetă pentru biserica fortificată din Hărman

- Vezi și Biserica fortificată din Hărman

Probabil că în anul 1240, când a fost preluată de cistercienii de la Cârța, bazilica romanică cu trei nave să fi fost în construcție. Se păstrează din această etapă majoritatea elementelor de construcție. Interiorul bisericii este destul de heteroclit, astfel că pe lângă elementele cisterciene (ferestrele cu patru lobi traforați de deasupra celor în arc frânt) se conservă și o serie de elemente din diverse alte perioade. Nava centrală, inițial acoperită cu un tavan, a fost boltită în 1595, după un incendiu care a devastat atât comuna, cât și cetatea. Colateralele erau inițial boltite în cruce, iar arcul triumfal semicircular a fost transformat în arc frânt odată cu boltirea navei. Colaterala estică are un frumos portal cu ambrazură cu arc trilobat în stil gotic târziu. Corul păstrează bolta inițială în cruce, iar absida o semicalotă. La început, corul era flancat de două capele cisterciene menite rugăciunii călugărilor, dar în secolul al XV-lea capela nordică a fost transformată în sacristie. Aceasta este boltită în leagăn cu penetrații și nervuri din teracotă. Bolta urcă de pe console în formă de capete de bărbați cu mustață și femei cu gura întredeschisă. Vizibilă astăzi doar fragmentar, pe pereții longitudinali ai navei, dar și pe cel răsăritean, fresca acoperea întreaga biserică până imediat sub tavan. Portalul principal se află pe fațada vestică și este realizat în stil gotic târziu. 

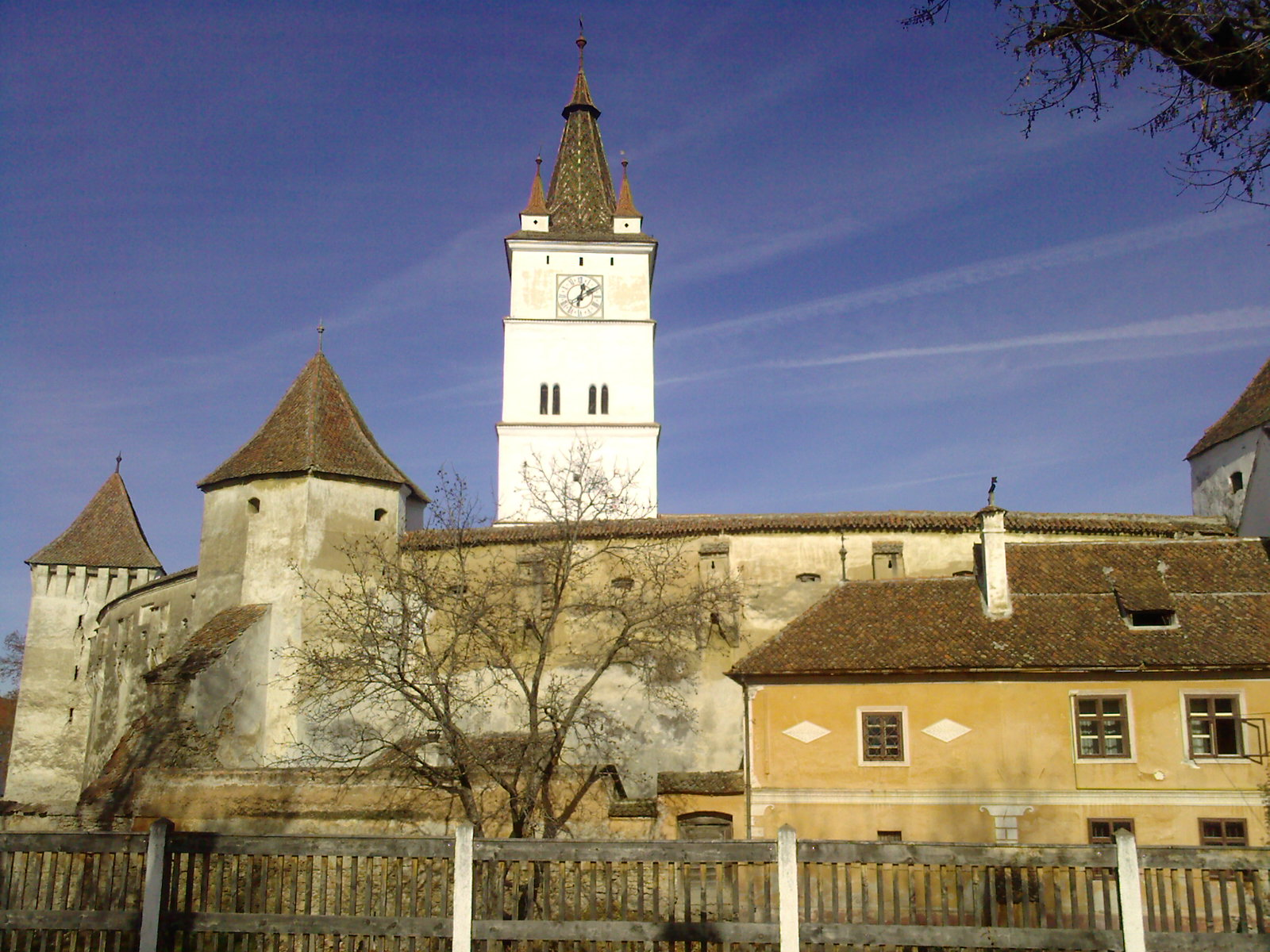
Biserica, vedere de ansamblu

În luneta acestuia este pictat pe un fond albastru-cobalt un simbol al sacrificiului, pelicanul care își hrănește puii cu propria carne. De o parte și de alta a portalului se detașează, atât la interior, cât și la exterior, două turnulețe sub formă de sacnasiu, care adăpostesc scările în spirală ce duc la tribune. În secolul al XV-lea comunitatea a avut o tentativă de a transforma bazilica în stil gotic, însă lucrările nu au continuat dincolo de supraetajarea turnului-clopotniță, care cu cei 32 de metri ai săi devenea cel mai înalt din Țara Bârsei. La parter, turnul-clopotniță se prezintă ca un portic boltit în cruce cu nervuri groase cu profil tipic cistercian. Nivelul al treilea are trei nișe cu metereze, ca și următorul, clopotele aflându-se la nivelul al cincilea. Nivelurile superioare au fost adăugate două secole mai târziu și sunt construite din tuf calcaros. Drumul de strajă a rezistat până în secolul al XVIII-lea. Un element interesant îl constituie orologiul cu un singur arătător, care indică orele și care datează din secolul al XVI-lea. Turnulețele de la colțurile acoperișului semnificau, ca și în cazul altor biserici, autoritatea de ius gladii pe care o avea Hărmanul. Pitorescul exteriorului bisericii îl constituie cămările de provizii ridicate deasupra colateralelor și scările lor mobile.

Port național săsesc din Hărman

## Fortificația
Fortificația care înconjoară biserica a fost ridicată în secolul al XV-lea. Este formată dintr-un triplu cordon de curtine concentrice, asemănător fortificației de la Sânpetru. Zidul exterior, mai scund, cu o înălțime de doar 4,5 metri era menit să apere baza incintei. În același timp, stabilea limita șanțului cu apă care înconjura cetatea. Cel de-al treilea cordon de curtine care încercuia șanțul cu apă nu se mai păstreză. Zidul interior, înalt de 12 metri, era prevăzut cu șapte turnuri devansate. Întreaga incintă era acoperită cu un drum de strajă, ca la Prejmer sau Sânpetru, care comunica cu toate turnurile. Aici, mașiculiurile erau alternate cu metereze cu rame din lemn care se închideau. Pentru că în nord era o zonă mlăștinoasă, zidul cetății avea o înălțime mai mică și era dotat doar cu guri de turnare. În fața intrării se afla o barbacană prevăzută cu două herse, iar deasupra ei se afla turnul măcelarilor. La începutul secolului al XVII-lea a fost ridicată clădirea cu gangul scund de intrare, asemănător cu cel de la Prejmer.

## Obiectiv memorial
Monumentul Eroilor Români din Primul și Al Doilea Război Mondial. Monumentul este amplasat în interiorul Bisericii Ortodoxe din comuna Hărman și este compus dintr-o cruce și o placă memorială. Acesta a fost ridicat prin strădania lui Ioan Corbu și a soției sale, în anul 1978, pentru cinstirea memoriei eroilor români căzuți în cele Două Războaie Mondiale. Crucea are o înălțime de 1,8 m și este realizată, la fel ca și placa memorială, din marmură albă. Pe placă este inscripționat un înscris comemorativ, urmat de numele a 49 de eroi care au murit în Primul Război Mondial și de numele a 22 eroi, căzuți în Al Doilea Război Mondial.

## Galerie imagini

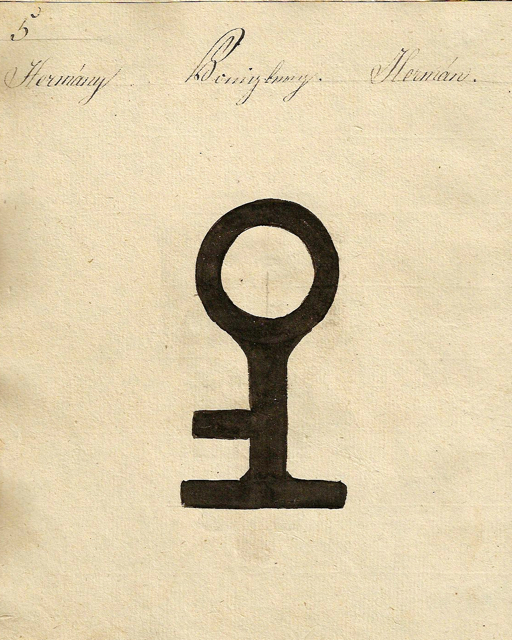
1826 - Danga pentru vitele din Hărman

## Personalități
- Vasile Velican (1904-1984), inginer agronom, membru corespondent al Academiei Române
- Michael Trein (1935-2015), politician sas